# Colibrí pitgrís
El colibrí pitgrís (Campylopterus largipennis) és una espècie d'ocell de la família dels troquílids (Trochilidae) que habita boscos i matolls del sud-est de Colòmbia, sud de Veneçuela, Guaiana, est de l'Equador, est del Perú, nord i est de Bolívia i Brasil amazònic.